# Powieszenie

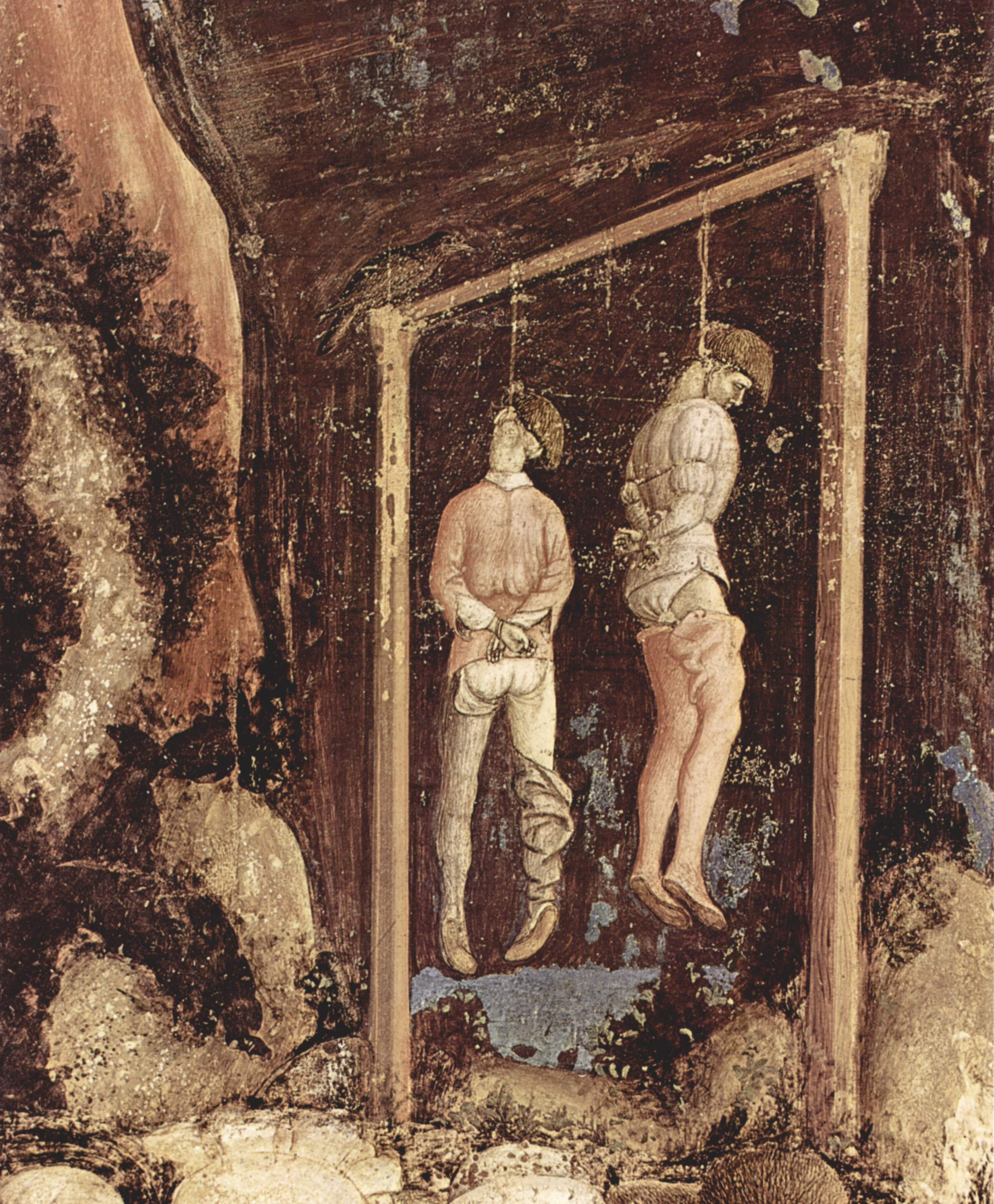
Wisielcy na obrazie Antonio Pisano

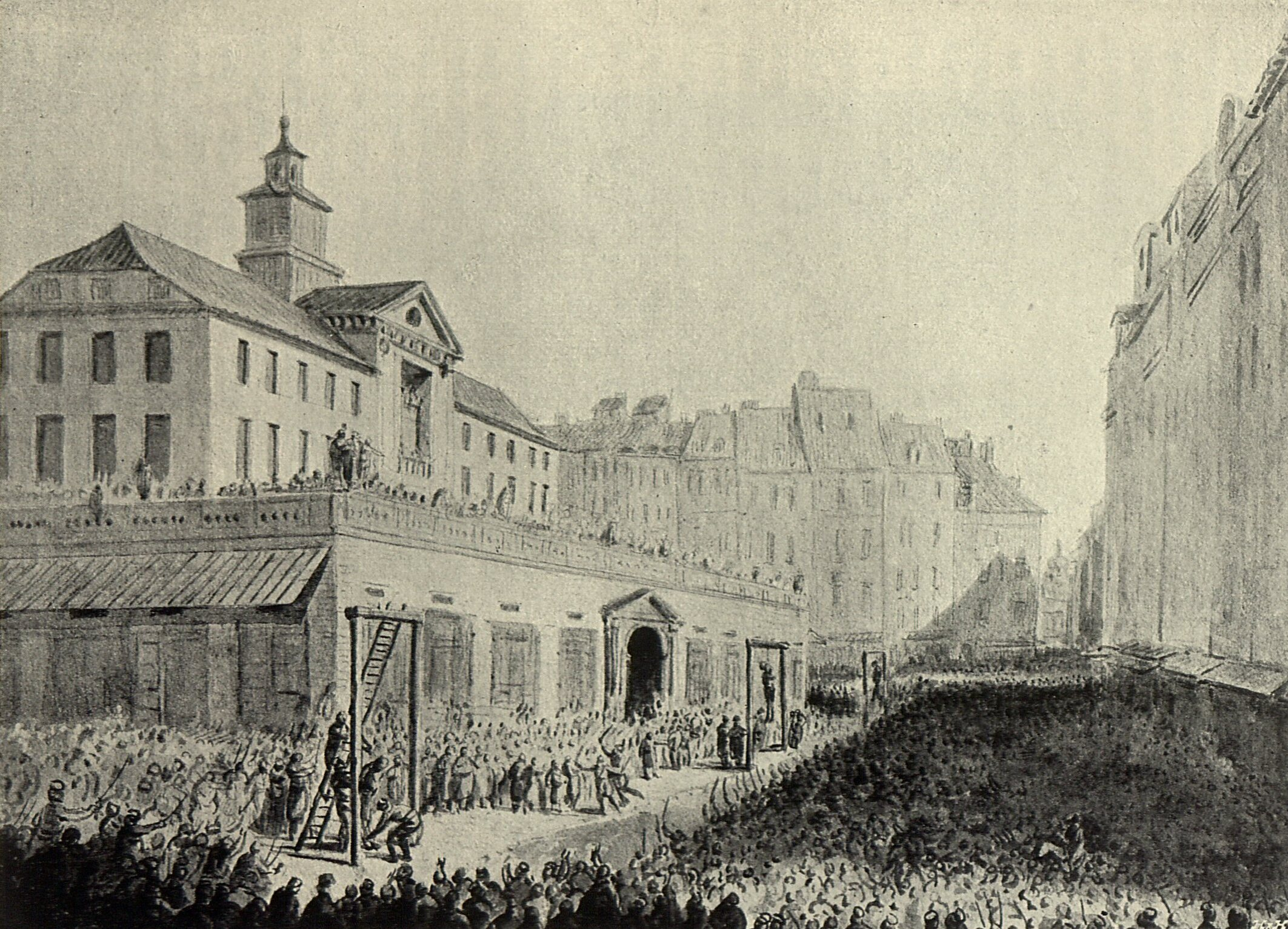
Wieszanie prawomocnie skazanych przywódców konfederacji targowickiej w Warszawie 9 maja 1794

Powieszenie (łac. suspensio) – kara śmierci wykonywana poprzez uśmiercenie skazańca pętlą zawiązaną na jego szyi, która zaciska się pod jego własnym ciężarem, podczas zwisania z wysokości. Jedna z najstarszych metod egzekucji, wykonywana najczęściej na szubienicy.

## Procedura
Kara śmierci przez powieszenie polega na założeniu skazanemu na szyję pętli zaciskającej się pod ciężarem ciała. Drugi koniec pętli przywiązany jest do poziomej belki lub gałęzi. W momencie egzekucji kat usuwa spod nóg skazańca podparcie, co powoduje, iż ten zawisa na sznurze (stąd nazwa metody egzekucji). W początkowych egzekucjach tego typu skazaniec był wciągany na gałąź drzewa lub belki szubienicy za szyję. Stosowano też metodę, gdzie skazańca spychano z oparcia do przodu, ale zarzucono ją ze względu na fakt, że taki sposób wykonywania kary nie powodował przerwania rdzenia, gdyż siła była kierowana do przodu, a nie w dół.
Poza przypadkami egzekucji wykonywanych doraźnie, do wykonywania wyroków przez powieszenie wznoszone były konstrukcje zwane szubienicami.

## Przyczyna zgonu

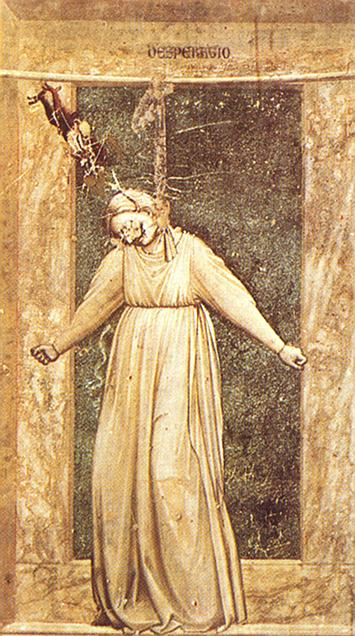
Powieszenie samobójcze

Współcześnie w czasie egzekucji przez powieszenie (inaczej niż w przypadku powieszenia samobójczego) skazany niemal nigdy nie umiera wskutek uduszenia, a zgon następuje w wyniku przerwania rdzenia kręgowego na odcinku szyjnym. Dzieje się tak, gdyż na kręgosłup szyjny działa siła powstająca w momencie, gdy swobodny spadek ciała skazańca zostanie powstrzymany przez sznur. W wyniku tego tułów i kończyny (część ciała znajdująca się poniżej pętli, czyli około 93% masy) siłą bezwładności (tym większą, im dłuższy był sznur użyty do egzekucji) oddziałują na kręgi szyjne. Powoduje to przerwanie ciągłości rdzenia kręgowego (tzw. skręcenie karku) i zgon.
Przy zbyt małej długości sznura w połączeniu z niską wagą skazańca lub jego masywną budową (mocne struktury kostne lub silna muskulatura odcinka szyjnego) przerwanie rdzenia nie następuje. W takich wypadkach śmierć następuje przez uduszenie, nie jest to jednak uduszenie w sensie potocznym, polegające na zaciśnięciu krtani i odcięciu dopływu powietrza do płuc, co dawałoby skazańcowi nawet kilka minut powolnego, świadomego duszenia się. W przypadku duszenia spowodowanego przez pętlę następuje odcięcie dopływu natlenowanej krwi z płuc do mózgu, co jest wynikiem zaciśnięcia tętnic szyjnych przez sznur. Wskutek tego w ciągu kilku sekund skazany traci przytomność, a wkrótce (po ok. 4 minutach) następuje zgon. Jednak w przypadku wybrania nieodpowiedniego sznura lub nieprawidłowego założenia takowego możliwe jest, że do takiego zjawiska nie dojdzie, wówczas osoba wieszająca się umiera boleśnie.
Aby zapobiegać podobnym sytuacjom, w USA i Wielkiej Brytanii skazany był ważony dzień przed egzekucją. Miało to na celu dobranie odpowiedniej długości stryczka, tak by śmierć nastąpiła w wyniku przerwania rdzenia kręgowego. Stryczek był gotowany, aby zminimalizować rozciąganie, oraz namydlany, aby łatwo i szybko się zaciskał. Skazanemu, który umieszczany był na zapadni, zakładano na szyję pętlę (stryczek) w taki sposób, by węzeł znajdował się nad jego lewym uchem, następnie otwierano klapę zapadni.

## Zastosowanie
Egzekucja przez powieszenie jest jedną z najstarszych form wykonywania kary śmierci; wzmiankowane jest już u Homera i w Starym Testamencie. Szeroko rozpowszechniona od okresu średniowiecza; był to najczęstszy rodzaj egzekucji wykonywanej w sposób zwykły, tj. nieprzysparzający skazańcowi dodatkowego bólu (zob. kwalifikowana kara śmierci), jednak jako kara „niehonorowa” powieszenie nie było stosowane wobec arystokracji czy szlachty.
W Polsce, po odzyskaniu niepodległości, prawo karne przewidywało powieszenie jako jedyny sposób wykonywania kary śmierci; jedynie w stosunku do żołnierzy miało być stosowane rozstrzelanie.
Do 1890 roku powieszenie było główną metodą wykonywania kary śmierci w USA, która jest wciąż oferowana jako alternatywa dla zastrzyku z trucizny w stanach Delaware i Waszyngton. Powieszenie jest wciąż stosowane w Japonii, Indiach i niektórych państwach muzułmańskich.
W krajach muzułmańskich wyrok śmierci przez powieszenie wykonuje się w sposób nieco odmienny. Na szyję skazanego zakłada się pętlę, a następnie skazaniec jest podnoszony przez żuraw (niekiedy dźwig budowlany). Egzekucje tego typu wykonywane są publicznie.

## „Długi” i „krótki sznur”
Fachowo określa się dwie metody powieszenia z zastosowaniem zapadni. Zależy ona od długości sznura.
Krótki sznur
Kiedy sznur jest na tyle krótki, że skazaniec opada bardzo nisko lub nie opada, tylko zawisa od razu. Metoda ta jest krytykowana, ponieważ wtedy nie następuje natychmiastowe (lub w ogóle) przerwanie rdzenia kręgowego, a skazaniec umiera od uduszenia dłużej niż w metodzie długiego sznura.
Długi sznur
Skazaniec opada wraz z pętlą na szyi na pewną odległość; siła ciążenia powoduje, że po takim rozpędzie przy naprężeniu się sznura rdzeń kręgowy zostaje w momencie przeciążenia przerwany, powodując niemożność zaczerpnięcia powietrza, dużo szybszą utratę przytomności i śmierć. Metoda ta została opracowana w Wielkiej Brytanii i rozpowszechniona w wielu krajach.
Może jednak się zdarzyć, że jeżeli sznur będzie za długi wobec wagi skazańca, siła opadnięcia może oderwać skazańcowi głowę. Aby temu zapobiec stosuje się tabelę wykazującą optymalną długość sznura dla wagi.
| Masa ciała | Długość sznura w latach 1888–1913 | Obecna długość sznura |
| ---------- | --------------------------------- | --------------------- |
| 89 kg      | 244 cm                            | 165 cm                |
| 86 kg      | 249 cm                            | 168 cm                |
| 82¾ kg     | 254 cm                            | 173 cm                |
| 79½ kg     | 259 cm                            | 180 cm                |
| 76¼ kg     | 264 cm                            | 185 cm                |
| 73¼ kg     | 269 cm                            | 193 cm                |
| 70 kg      | 274 cm                            | 198 cm                |
| 66¾ kg     | 279 cm                            | 203 cm                |
| 63¾ kg     | 284 cm                            | 215 cm                |
| 60½ kg     | 290 cm                            | 226 cm                |
| 57¼ kg     | 295 cm                            | 231 cm                |
| 54 kg      | 300 cm                            | 236 cm                |
| 51 kg      | 305 cm                            | 244 cm                |

## Powieszenia w Polsce
Ostatnie publiczne powieszenie w Polsce wykonano w Poznaniu, 21 lipca 1946, na stokach tamtejszej Cytadeli, na Arturze Greiserze, namiestniku „Kraju Warty”. Nieco ponad dwa tygodnie wcześniej – 4 lipca, w Gdańsku, na tzw. Biskupiej Górce (Stolzenberg) – miała miejsce przedostatnia publiczna egzekucja, również przez powieszenie, jedenastu członków załogi obozu koncentracyjnego Stutthof. Obie w sumie, a szczególnie gdańska, stały się impulsem do podjęcia przez władze decyzji o zaniechaniu publicznych egzekucji, ze względu na drastyczność sytuacji i nieodpowiednie zachowanie się „publiczności”, jak to miało miejsce w Gdańsku.
Ostatni wyrok przez powieszenie w Polsce wykonano 21 kwietnia 1988 r. o godz. 17.30 w krakowskim areszcie śledczym przy ulicy Montelupich na Andrzeju Czabańskim skazanym za gwałt i morderstwo.